# Спиридон Велев
Спиридон Д. Велев с псевдоним Хесапчиев е български общественик, деец на македонската емиграция в България.

## Биография
Спиридон Велев е роден в град Крушево, тогава в Османската империя. Премества се в България, където по негова поръчка е построена къщата му в София на пресечката на улиците „Неофит Рилски“ и „Христо Белчев“.
През 1912 година взима участие в комисия ръководена от Георги Попхристов и е избран за касиер на изпълнителния комитет на съюза на македонските братства. Това се случва повторно и през 1918 година. Представител е на Крушевското братство на Учредителния събор на Съюза на македонските емигрантски организации, проведен в София от 22 до 25 ноември 1918 година.
При избухването на Балканската война в 1912 година е доброволец в Македоно-одринското опълчение и служи като деловодител-ковчежник в Интенданството на МОО.
През април 1923 година в дома му се събират Георги Баждаров, Кирил Пърличев, Никола Милев, Любомир Стоенчев, Георги Атанасов и Коста Николов и обсъждат участието си в Деветоюнския преврат срещу правителството на БЗНС. Близък приятел е на генерал Александър Протогеров, който използва дома на Велев за нелегална квартира. На 11 март 1924 година в къщата му се събират Александър Протогеров, Тодор Александров и Петър Шанданов (представляващ Петър Чаулев), като на срещата обсъждат проблемите на Битолския революционен окръг и общи въпроси по отношение на ВМРО.
Спиридон Велев е баща на общественика Никола Велев (1897 - 1976). Архиви на Спиридон Велев се съхраняват във фонд 1960K в Държавна агенция „Архиви“.